# 大澤正佳
大澤 正佳（おおさわ まさよし、1928年9月5日 - ）は、英文学者、中央大学名誉教授。
東京市（現東京都中央区）出身。東京大学教養学部イギリス科卒、1959年同大学院英文科修士課程修了、茨城大学専任講師、1961年中央大学文学部専任講師、助教授、教授、1989年日本ジェイムズ・ジョイス協会初代会長。1999年定年退職、名誉教授。ジョイスを専門とする。

## 著書
- 『ジョイスのための長い通夜』青土社 1988
- 『誰がジョイスを殺したか? シャーロックホームズィング・ジョイス 談話会』中央大学人文科学研究所(人文研ブックレット)2000

### 翻訳
- クリアンス・ブルックス『現代詩と伝統』猪俣浩共訳 南雲堂 1960
- レナード・コーエン『歎きの壁』集英社 1970
- フラン・オブライエン『第三の警官』筑摩書房 1973 / 白水Uブックス 2013.12
- D・H・ロレンス『ジョン・トマスとレイディ・ジェイン』集英社 1975
- オブライエン『ドーキー古文書』世界の文学 集英社 1977.12 / 白水Uブックス 2019.1
- アントニイ・バージェス選集『ナポレオン交響曲』早川書房 1989
- リチャード・エルマン『ダブリンの4人 ワイルド、イェイツ、ジョイス、そしてベケット』岩波書店 1993
- 『アイルランドの民話』ヘンリー・グラッシー編 大沢薫共訳 青土社 1994
- フラン・オブライエン『スウィム・トゥー・バーズにて』 筑摩書房 1998 / 白水Uブックス 2014.10
- フラン・オブライエン『ハードライフ』国書刊行会 2005
- ジョイス『若い芸術家の肖像』岩波文庫 2007
- 『ケルティック・テクストを巡る』中央大学人文科学研究所、2013年
「ケルティック・テクスト研究」チーム 小菅奎申、松村賢一、三好みゆき、北文美子、木村正俊、真鍋晶子、盛節子共訳

## 論文
- 大沢正佳